# Lejogaster splendida
Lejogaster splendida là một loài ruồi trong họ Ruồi giả ong (Syrphidae). Loài này được Meigen mô tả khoa học đầu tiên năm 1822. Lejogaster splendida phân bố ở vùng Cổ Bắc giới